# Moquegua (distrito)
O distrito peruano de Moquegua é um dos 6 distritos da Província de Mariscal Nieto, situada no Departamento de Moquegua, pertenecente a Região Moquegua, Peru
Prefeito: Abraham Alejandro Cárdenas Romero (2019-2022) 

## Transporte
O distrito de Moquegua é servido pela seguinte rodovia:
- PE-1S, que liga o distrito de Lima (Província de Lima à cidade de Tacna (Região de Tacna - Posto La Concordia (Fronteira Chile-Peru) - e a rodovia chilena Ruta CH-5 (Rodovia Pan-Americana)
- PE-36, que liga o distrito à cidade de Ilo
- PE-36D, que liga o distrito à cidade de El Algarrobal
- MO-107, que liga o distrito à cidade de Samegua
- PE-36A, que liga o distrito à Ponte Desaguadero (Fronteira Bolívia-Peru) - e a rodovia boliviana Ruta 1 - no distrito de Desaguadero (Região de Puno)  [1][2][3]